# Сперанский, Борис Фёдорович
Бори́с Фёдорович Спера́нский (4 августа (16 августа) 1885, село Каменка, Тамбовская губерния, Российская империя — 30 декабря 1956, Томск, СССР) — русский, советский геолог, горный инженер, доктор геолого-минералогических наук (1948), профессор, заведующий кафедрой общей геологии Томского университета (1934—1936). Активный участник революционной деятельности (1905—1917).

## Биография
Сын земского врача Федора Васильевича Сперанского (1854—1922), активного общественного деятеля, заведующего терапевтическим отделением Тамбовской губернской земской больницы, председателя Тамбовского физико-медицинского общества, организатора и руководителя в Тамбове лиги борьбы с туберкулезом, удостоенного в советское время звания Герой труда.
Учился в реальном училище, но был исключён из 5-го класса, как политически неблагонадёжный. Спустя год снова поступил в частное реальное училище Фидлера в Москве и окончил его в 1904 году. В том же году поступил на механическое отделение Киевского политехнического университета.
В 1905—1917 годах участник революционной деятельности. Один из организаторов группы анархистов-коммунистов «безначалье», неоднократно арестовывался.
С осени 1918 года активно участвовал в работе зарождавшегося тогда Сибгеолкома во главе с профессором П. П. Гудковым и стал его постоянным сотрудником.
Весной 1921 года в качестве начальника геолого-съемочной партии от Геолкома, начальника разведочной партии от Сибпромразведки и и. о. технического руководителя Горного отдела Ново-Николаевского (Новосибирского) райсовнархоза руководил угле- и торфоразработками.
Весной 1923 года окончил горный факультет ТТИ (вольнослушателем) по геолого-разведочной специальности со званием горного инженера.
В 1921—1922 годах исследовал Горловский угленосный бассейн, открыл крупное Листвянское месторождение каменного угля. Летом 1923 года выезжал в северо-западный район Салаира. В 1925 году на личные средства продолжал в течение месяца геологические исследования в верховьях реки Ур. Только за период с 1921 по 1927 годы им была изучена в геологическом отношении площадь между Новониколаевском и Кузнецком, равная 37 тыс. кв. км.
В 1928 году консультировал работы по ликвидации перерыва в железнодорожном движении на участке Ачинск-Минусинск, вызванного внезапным провалом насыпи. В это же время по заданию правления Томской железной дороги изучал гидрологические условия Сонского тоннеля в целях устранения его обводнения и, в частности, возникновения ледяных настылей.
В 1929—1930 годы вёл геологические исследования в северо-западном Алтае в качестве начальника партии, а в 1931 году — в качестве консультанта группы партий. В 1932—1933 годы выполнял научно-исследовательские тематические задания на Салаире и одновременно консультировал работы треста Союззолото и бюро Цинкстроя. В 1934 году вёл детальную съёмку в Гурьевско-Салаирском рудно-тектоническом узле. Он первым высказал предположение о верхнемеловом возрасте всхолмленной поверхности Салаира, что подтвердилось дальнейшими исследованиями. Одной из главных причин развития рельефа Салаирского кряжа он считал новейшие тектонические движения и одним из первых предложил использовать геоморфологический метод изучения неотектоники кряжа.
По линии геологической службы занимал последовательно должности инженера для поручений, научного сотрудника, геолога. В 1925 году по конкурсу был избран старшим геологом. С 1928 по 1933 годы являлся руководителем отдела общей геологии, переименованном позже в отдел геологической карты и геологической съёмки. В 1934 году — начальник Гурьевской геологической партии. Принимал участие в работе ряда краевых и всесоюзных съездов и совещаний.
С 1926 по 1933 годы — на педагогической работе в вузах Томска в качестве и. о. доцента (в том числе и в ТГУ). С 25 ноября 1934 года по 1936 год по совместительству — и. о. профессора, заведующий кафедрой общей геологии геолого-почвенно-географического факультета Томского университета.
14 мая 1949 года был арестован по «красноярскому делу» и некоторое время провёл в Бутырках. Постановлением ОСО при МГБ СССР заключён в лагеря на 25 лет. Реабилитирован 31 марта 1954 года.
С 1954 года — старший научный сотрудник лаборатории нефти и газа Западносибирского филиала АН СССР.

### Научная работа
Автор около 70 научных работ, которые способствовали расшифровке сложного геологического строения Алтая (особенно Горного Алтая). Геологией увлёкся, находясь в Бутырской тюрьме, будучи осуждённым за революционную деятельность. Внёс заметный вклад в изучение тектоники, стратиграфии и полезных ископаемых этого региона. В последнем выпуске «Стратиграфического словаря СССР» (1975) упоминается «зелено-фиолетовая формация», выделенная Б. Ф. Сперанским в 1936 году. Обладал великолепным пространственным воображением, позволяющим ему расчленять четвертичные отложения Алтая на основании изучения одних лишь топографических карт. Созданные им геологические и структурные разрезы всегда основывались на тщательных полевых наблюдениях и вдумчивом анализе полевого материала. На его работы, многие из которых до сих пор не опубликованы, ссылались многочисленные исследователи (в том числе и академик М. А. Усов).
Принимал участие в составлении ССЭ (раздел «География»).
В дни работы сессии Международного геологического конгресса (1937) вместе с М. А. Усовым был руководителем трансконтинентальной экскурсии конгресса по Западной Сибири. В 1939—1942 годы, переехав вместе с ЗСГУ в Новосибирск, руководил работой по составлению первой обзорной геологической карты Западной Сибири. В годы войны консультировал оборонные предприятия и геолого-разведочные партии. Вместе с А. Л. Матвеевской открыл месторождение олова. В 1944—1946 годах по совместительству являлся старшим научным сотрудником лаборатории нефти и газа в Западно-Сибирском филиале АН СССР. Защитил диссертацию на степень доктора геолого-минералогических наук (1948).

### Педагогическая деятельность
Педагогической работой начал заниматься с в вузах Томска с 1926 года в качестве исполняющего обязанности доцента, в том числе и в Томском государственном университете. Затем — исполняющий обязанности профессора, заведующий кафедрой общей геологии геолого-почвенно-географического факультета Томского государственного университета. В 1938—1939 годах по совместительству — доцент кафедры динамической геологии Томского государственного университета. Читал курсы: «Общая геология», «Динамическая геология», «Гидрогеология», «Геотектоника», «Нерудные полезные ископаемые и каустобиолиты».
После освобождения в 1954 году занимался исследованиями геологии Западно-Сибирской равнины и руководством аспирантов.

### Революционная деятельность
Был исключён из 5-го класса реального училища Тамбова и отправлен в с. Сампур под гласный надзор полиции как политически неблагонадёжный.
Спустя год снова поступил в частное реальное училище Фидлера в Москве и окончил его в 1904 году. В том же году поступил на механическое отделение Киевского политехнического университета, однако из-за участия в революционной деятельности весной 1905 года вынужден был перейти на нелегальное положение и эмигрировать за границу.
После 2-месячного пребывания в Париже, где он тесно сошёлся с группой анархистов-коммунистов («безначальцев», утверждавших, будто «частота и степень насильственных действий пролетариата против буржуазии — вот лучший показатель классовой борьбы»), и короткой остановкой в Берлине, с грузом нелегальной литературы и боевых материалов нелегально вернулся в Россию. Оставался на нелегальном положении до появления Манифеста 17 октября 1905 года и занимался организацией анархистских кружков на юге России, принимая участие в боевых акциях.
После 17 октября вернулся в Тамбов и вместе с двумя приехавшими с ним товарищами по партии организовал там подпольную типографию и несколько групп единомышленников. Вскоре вынужден был вновь перейти на нелегальное положение и покинуть Тамбов.
Принимал участие в уличных боях в ходе Декабрьского вооруженного восстания 1905 года в Москве. Переехав в С.-Петербург, проживал там под именем Владимира Попова и продолжал активную пропагандистскую и организационную работу в анархистских кружках, тесно сойдясь с петербургской группой анархистов-общинников, близких к безначальцам. Вскоре, однако, вся группа была выдана провокатором и арестована.
В течение 9 месяцев, предшествующих суду, провёл в Петропавловской крепости и некоторое время — в Крестах. Был осуждён к 15 годам каторжных работ, но ввиду несовершеннолетия срок был снижен до 10 лет. Вместе с группой товарищей, как особо опасный преступник, был отправлен в Шлиссельбургскую крепость.
За организацию неудавшегося побега, в ходе которого получил ранение часовой, военно-полевым судом приговаривается к смертной казни, которая из-за несовершеннолетия заменяется 20 годами каторжных работ. Наказание отбывал в Москве, в Бутырском каторжном централе, где в это время находились Н. Махно и П. Аршинов, известные деятели анархистского движения.
После февраля 1917 г. был освобождён по общей амнистии Временного правительства тяжело больным туберкулезом. Некоторое время работал в качестве секретаря Совета рабочих и крестьянских депутатов в Тамбове, оставаясь на позициях анархистов-коммунистов.
Постепенно разочаровываясь в идеях анархизма и отходя от активной общественной работы, страдая от обострившегося туберкулёза, Б. Ф. переезжает в Томск, где поступает вольнослушателем в Томский технологический институт (ТТИ). На непродолжительное время он сходится с группой анархистов-коммунистов, действующих в пос. Анжерка Томского округа, но вскоре оставляет активную политическую деятельность.

## Личность и черты характера
Б. Ф. Сперанский был настолько покорён первозданной красотой Горного Алтая, что свою дочь назвал Аквилегией в честь цветка, впервые увиденном им в этом крае.
Не будучи искусным лектором, тем не менее старался донести до каждого студента излагаемый материал. Порой пытался изображать руками и даже телом проявления геологических процессов или употреблял образные выражения («район испытал ещё один жим со стороны Салаира»). Обладая большим чувством юмора, реагировал на возникающее в связи с его жестикуляцией в аудитории оживление с пониманием.
От своей матери-грузинки он унаследовал горячность, поклонялся женской красоте. Никогда не возвращался из маршрута без букета цветов, если в экспедиции принимала участие женщина.
Его горячность порой выражалась в излишней резкости, категоричности и раздражительности. Однако на работе, в общении с коллегами и студентами всегда был корректен. Безукоризненно одетый, грузноватый, он производил впечатление человека очень важного. После работы с удовольствием дурачился с племянниками или, взяв в Сибгеолкоме лошадей, устраивал с женой и её сестрой бешеные скачки в окрестностях Томска.

## Награды
- Орден Ленина
- медали.

## Память
После его смерти была учреждена премия его имени, присуждаемая за лучшую работу по геологии Западной Сибири.